# Rechenkraft.net
Rechenkraft.net e. V. ist der weltweit erste und bislang einzige gemeinnützige Verein, der sich die Förderung des verteilten Rechnens für gemeinnützige Zwecke (Volunteer-Computing) zur Aufgabe gemacht hat. Er hat seinen Sitz in Marburg und entstand nach einer Gründungsversammlung im Oktober 2004 durch offizielle Registrierung im Juni 2005 aus der Community der Webseite „Rechenkraft.net“. Die Anerkennung der Gemeinnützigkeit erfolgte im Juli 2005 durch das Finanzamt Marburg und besteht bis heute.
Ziel des Vereins ist es, den Gedanken, Rechenzeit für einen gemeinnützigen Zweck zu spenden, bekannter und populärer zu machen. Ein Kommunikationsmittel der weltweit verteilten Vereinsmitglieder ist das zugehörige Internetforum. Neben Partnerschaften mit anderen Projekten (z. B. World Community Grid seit 2007) betreibt der Verein eine umfangreiche, öffentlich zugängliche elektronische Bibliothek mit Publikationen zur Thematik des verteilten Rechnens. Außerdem existiert ein umfangreiches Wiki zu Projekten und Plattformen des verteilten Rechnens. Der Verein betreibt einen Cluster, welcher einige Jahre an der Humboldt-Universität zu Berlin stand.
Im Frühjahr 2009 wurde mit dem Aufbau des Rechenkraft.net-Seismic-Arrays begonnen. Dieses besteht aus einer weltweiten Verteilung seismischer Sensoren, welche – basierend auf dem Projekt Quake-Catcher Network – Erdbeben registrieren sollen.

## yoyo@home
Rechenkraft.net betreibt seit 2007 das BOINC-Projekt yoyo@home, welches existierende Distributed-Computing-Projekte mittels der BOINC-Wrapper-Technologie in die BOINC-Welt integriert. Zurzeit laufen fünf Subprojekte auf yoyo@home: ECM, Muon, evolution@home, Odd Weird Search und OGR-NG von distributed.net. ECM wiederum ist zurzeit unterteilt in ElevenSmooth, Mersenneplustwo Factorizations, near-repdigit-related numbers, Oddperfect, RepUnit und XYYXF.

## RNA World
Seit Februar 2010 betreibt der Verein in Kooperation mit der Philipps-Universität Marburg und dem Indian Institute of Science das DC-Projekt RNA World, welches die Aufgabe hat, die Forschung zur Ribonukleinsäure voranzutreiben.